# Tolasjön
Tolasjön är en sjö i Svenljunga kommun i Västergötland och ingår i Ätrans huvudavrinningsområde. Sjön har en area på 0,0783 kvadratkilometer och ligger 140,2 meter över havet.

## Delavrinningsområde
Tolasjön ingår i det delavrinningsområde (635049-134470) som SMHI kallar för Utloppet av Spaden. Medelhöjden är 150 meter över havet och ytan är 26,87 kvadratkilometer. Det finns ett avrinningsområde uppströms, och räknas det in blir den ackumulerade arean 33,96 kvadratkilometer. Spadå som avvattnar avrinningsområdet har biflödesordning 4, vilket innebär att vattnet flödar genom totalt 4 vattendrag innan det når havet efter 118 kilometer. Avrinningsområdet består mestadels av skog (65 %). Avrinningsområdet har 3,57 kvadratkilometer vattenytor vilket ger det en sjöprocent på 13,3 %.